# Fontanella (Lombardei)

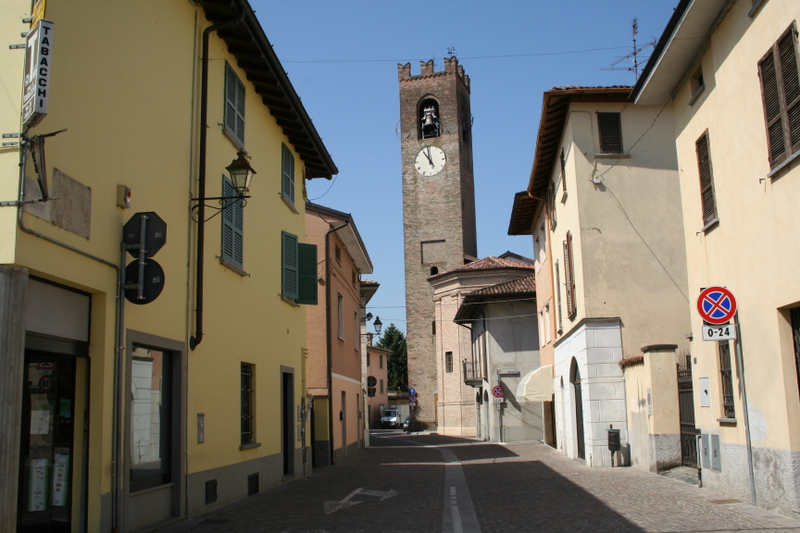
Fortanella

Fontanella ist eine italienische Gemeinde (comune) mit 4872 Einwohnern (Stand 31. Dezember 2023) in der Provinz Bergamo, Region Lombardei.
Der landwirtschaftlich geprägte Ort liegt auf einer Höhe von 105 m über dem Meeresspiegel auf einer Ebene zwischen den Flüssen Oglio und Serio. Er umfasst eine Fläche von 17 km² und hat eine Einwohnerdichte von 212 Einwohnern/km².
Der Name Fontanella leitet sich von den vielen natürlichen Quellen (italienisch Fontana) in der Umgebung des Ortes ab.
Als Sehenswürdigkeit ist die Kirche des Ortes interessant, die eine Renaissancefassade und einen Glockenturm aus dem 15. Jahrhundert besitzt.